# Tabanus spodopterus
Tabanus spodopterus är en tvåvingeart som beskrevs av Johann Wilhelm Meigen 1820. Tabanus spodopterus ingår i släktet Tabanus och familjen bromsar. Inga underarter finns listade i Catalogue of Life.